# Sistema dei nove ranghi
Il sistema dei nove ranghi (cinese semplificato: 九品中正制; pinyin: Jiǔpǐn Zhōngzhèng Zhī), conosciuto anche come sistema per la selezione dei funzionari a nove ranghi (cinese semplificato: 九品官人法; pinyin: Jiǔpǐn Guānrén Fǎ), era il sistema di selezione dell'apparato burocratico durante un periodo dell'Impero cinese. Fu introdotto per la prima volta durante il periodo dei Tre Regni (220-280), ma rimase in funzione anche durante la dinastia Jìn (265-420) e le dinastie del Nord e del Sud (420-589). Il sistema dei nove ranghi fu reso obsoleto dall'introduzione degli esami imperiali fra la dinastia Sui (581-618) e la dinastia Tang (618-907).

## Storia
Inizialmente, la dinastia Han aveva introdotto un sistema di esami per selezionare la burocrazia imperiale, ma gradualmente questo sistema che avrebbe dovuto favorire l'imparzialità e la meritocrazia cadde sotto il controllo dei potentati di corte. Con il disfacimento dell'impero Han, nel regno Wei venne introdotto il nuovo sistema dei nove ranghi. Le Cronache dei Tre Regni attribuiscono l'elaborazione di tale sistema a Chen Qun, un mandarino del "ministero dei funzionari" (吏部 lìbù). Secondo il Libro dei Jin e il Libro dei Song, il sistema fu istituito da Cáo Cāo, il quale lo promosse attivamente, sostenendo - contrariamente ai principi etici confuciani alla base degli esami - che un valido funzionario poteva anche essere irrispettoso dei principi di umanità e pietà filiale (不仁不孝; bùrén bùxiào), fintanto che poteva dar prova di "grandi e variegati talenti" (高才异质; gāocái yìzhì), secondo il principio "solo i capaci sono da elevarsi" (唯才是举; wéi cái shì jǔ).
Questo sistema portò a tensioni con la nobiltà feudale che vedeva minacciato il proprio status. Ben presto l'impossibilità di fare a meno del loro supporto portò l'imperatore Cao Zhi a riformare il sistema dei nove ranghi, istituendo appositi funzionari (中正官; Zhōngzhèngguān) nominati dal governo centrale fra la nobiltà con l'incarico di guidare la selezione, favorendo così la continuazione dei privilegi delle famiglie nobiliari.
Gli imperatori Jin tentarono di riportare il sistema di selezione sotto il controllo del governo centrale incaricando i ministri dell'educazione e del personale di nominare i funzionari locali. Se da una parte questo effettivamente rafforzò il controllo imperiale a scapito delle corti locali, dall'altro favorì l'influenza delle famiglie feudali di corte. La degenerazione dell'iniziale proposito meritocratico del sistema dei nove ranghi in protezione dei privilegi feudali si tradusse nel detto: 上品无寒门, 下品无势族 shàngpǐn wú hánmén, xiàpǐn wú shìzú ("nei ranghi superiori non ci sono poveri, nei ranghi inferiori non ci sono potenti").
Il sistema a nove ranghi fu abbandonato dall'imperatore Yangdi della dinastia Sui. Fra le motivazioni vi era anche il fatto che la dinastia Sui si era imposta nel nord, dove vi erano state mescolanze fra cinesi e popoli "barbari" che non tenevano i registri familiari necessari per la selezione.

## Struttura e funzionamento
I nove ranghi (品; pǐn) in ordine di importanza andavano dal nono (九品; jiǔpǐn), ad esempio i magistrati di contea, al primo (一品; yīpǐn), riservato ai mandarini di corte. Ciascun rango era poi diviso in due gradi: "ordinario" (正; zhèng) e "vicario" (從; cóng). A loro volta i gradi di Zheng e Cong si suddividevano in "superiore" (上; shàng), "intermedio" (中; zhōng) e "inferiore" (下; xià). A rendere il sistema ancora più complesso, persino "superiore", "intermedio" e "inferiore" erano suddivisi ciascuno in "superiore", "intermedio" e "inferiore", ad esempio "intermedio inferiore" (中下; zhōngxià), "superiore superiore" (上上; shàngshàng), ecc. Evidentemente quindi i ranghi effettivi erano ben più di nove.
I ranghi erano inoltre classificati come "superiori" dal secondo al terzo, "intermedi" dal quarto al quinto, "inferiori" dal sesto al nono.

## Selezione
La selezione dei funzionari avveniva attraverso le già citate figure dei Zhongzhengguan (中正官; "funzionari retti e onesti"), che si suddividevano in rango superiore (大; dà) per i funzionari incaricati di giudicare i candidati di un'intera prefettura (州; zhōu), e rango inferiore (小; xiǎo) per chi si occupava di singoli cantoni (郡; jùn). Inizialmente questi funzionari giudicanti erano nominati dai governatori, ma sotto gli imperatori Jin venne richiesta la ratifica del ministro dell'educazione (司徒; sītú). Solitamente, i Zhongzhengguan detenevano anche altri incarichi a livello di governo centrale, in modo da assicurare che le procedure di selezione rimanessero centralizzate.
La selezione avveniva in base a tre parametri:
1. Origine familiare (家世; jiāshì), valutata in base alle qualifiche degli antenati del ramo paterno e i loro titoli nobiliari (爵位; juéwèi). Tutte queste informazioni erano custodite nel "registro delle generazioni" (簿世; bùshì) o nel "registro della famiglia" (簿阀; bùfá).
2. Storia personale (行状; xíngzhuàng), essenzialmente un giudizio sulla moralità e i talenti del candidato. I giudizi emessi erano brevi e sentenziosi, ad esempio: "eccellenti virtù, scarse abilità" (德优能少; dé yōu néng shǎo).
3. Assegnazione del rango (定品; dìng pǐn), in origine una sintesi dell'origine familiare e della storia personale per garantire un principio di meritocrazia, ma già sotto i Jin l'origine familiare occupava una posizione preponderante, rendendo i ranghi quasi ereditari.